# Gerhard Loeschcke (Theologe)

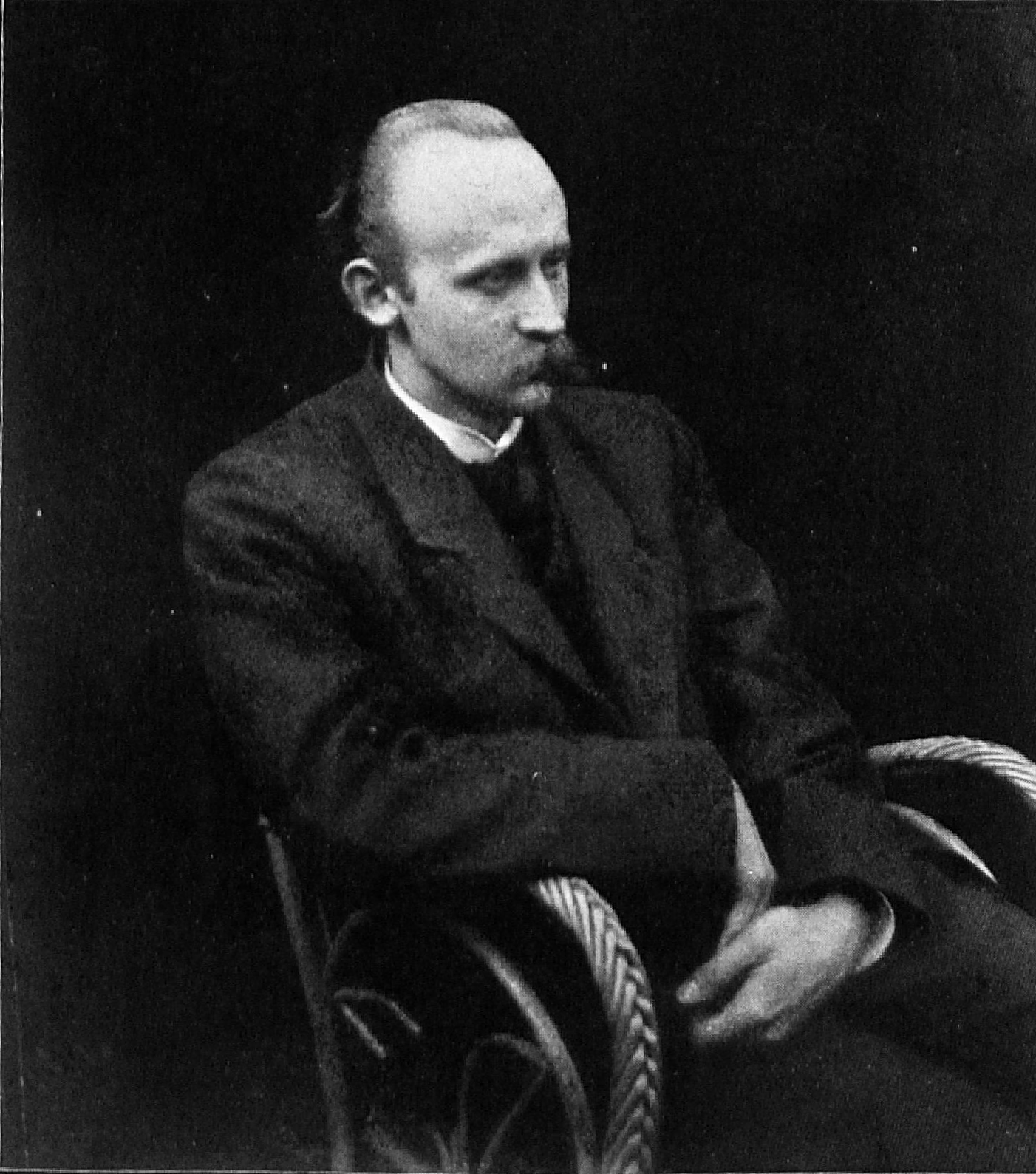
Gerhard Loeschcke

Gerhard Loeschcke (* 20. Mai 1880 in Dorpat; † 17. Juli 1912 in Bonn) war ein deutscher evangelischer Theologe und Kirchenhistoriker.

## Leben
Gerhard Loeschcke war das älteste der sieben Kinder des Archäologen Georg Loeschcke (1852–1915), der seit 1879 als Professor für Klassische Philologie und Archäologie an der Universität Dorpat lehrte. 1889 wechselte Georg Loeschcke an die Universität Bonn. Hier besuchten seine sechs Söhne das Gymnasium, unter ihnen auch Gerhard Loeschcke, der Ostern 1899 sein Studium an der Bonner Universität aufnahm.
Loeschcke studierte evangelische Theologie und Philologie. Besondere Anregung empfing er vom Altphilologen und Religionswissenschaftler Hermann Usener. Nach dem Examen (1905) wurde Loeschcke am 20. Januar 1906 zum Lizenziaten der Theologie promoviert und habilitierte sich wenige Wochen später am 28. Februar 1906 für Kirchengeschichte. 1910 wechselte er an die Universität Göttingen und wiederholte dort seine Habilitation auf Anraten der theologischen Fakultät. Im Juni 1912 wurde er zum außerordentlichen Professor ernannt. Wenige Wochen später starb er am Morgen des 17. Juli in seinem Elternhaus in Bonn, erst 32 Jahre alt.

## Schriften (Auswahl)
- Das Syntagma des Gelasius Cyzicenus (Dissertation). In: Rheinisches Museum für Philologie, Band 60 (1905), S. 594–613. Band 61 (1906), S. 34–77.
- Die Vaterunsererklärung des Theophilus von Antiochien. Berlin 1908 (Neue Studien zur Geschichte der Theologie und Kirche 4). Nachdruck Aalen 1973
- Jüdisches und Heidnisches im christlichen Kult, Bonn 1910.
- Zwei kirchengeschichtliche Entwürfe, Tübingen 1913.